# Гречихіна Олена Сергіївна
Олена Сергіївна Гречихіна (нар. 11 липня 1991, Донецьк, Українська РСР) — українська спортсменка, що виступає в синхронному плаванні. Триразова бронзова призерка чемпіонатів світу з водних видів спорту (2013). Дворазова чемпіонка та багаторазова призерка чемпіонатів Європи з водних видів спорту.

## Виступи на Олімпіадах
| Олімпіада | Дисципліна | Місце |
| --------- | ---------- | ----- |
| Ріо 2016  | групи      | 4     |